# Praskowja Iwanowna Schemtschugowa

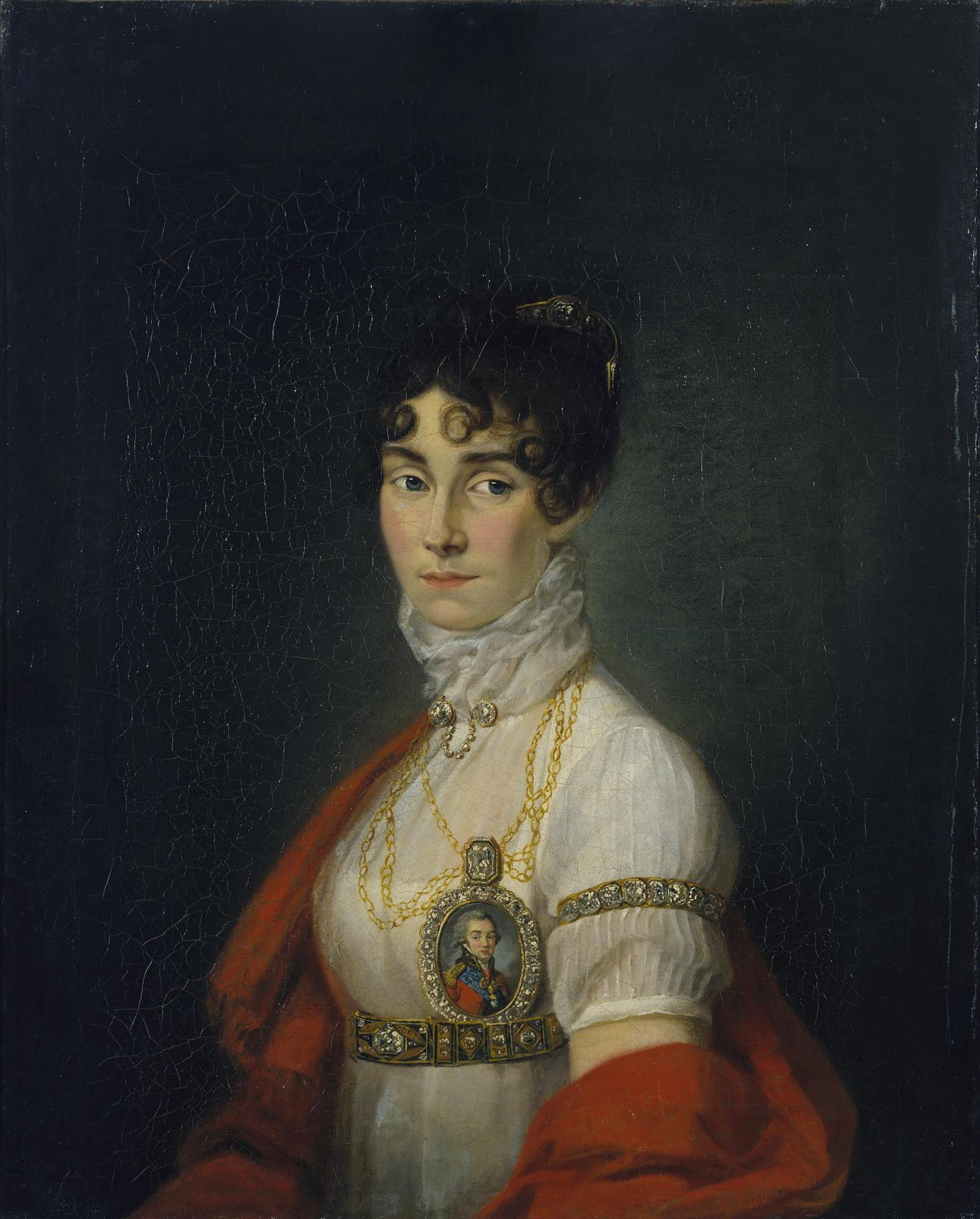
Praskowja Iwanowna Schemtschugowa (N. I. Argunow, Eremitage)

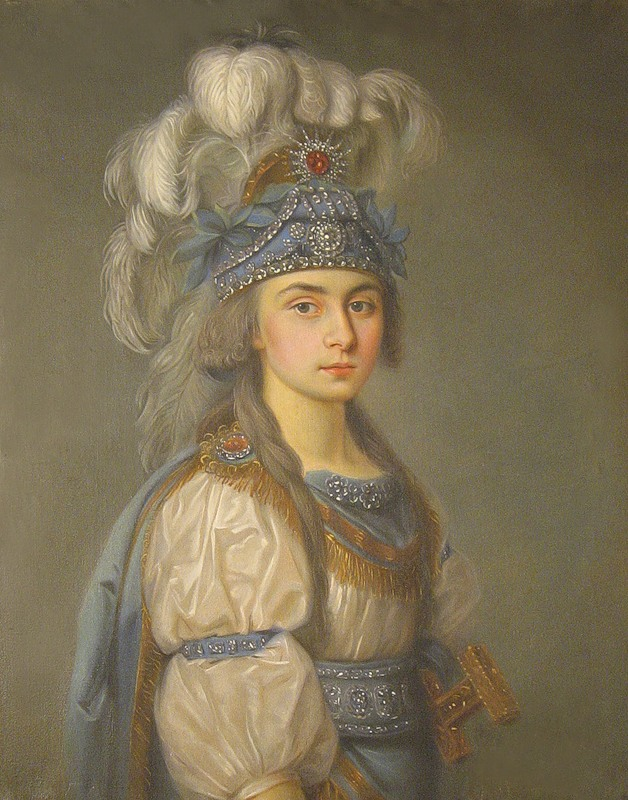
Praskowja Iwanowna Schemtschugowa im Kostüm

Praskowja (Parascha) Iwanowna Kowaljowa-Schemtschugowa, Gräfin Scheremetewa (russisch Праско́вья (Пара́ша) Ива́новна Ковалёва-Жемчуго́ва, графиня Шереме́тева; * 31. Julijul. / 11. August 1768greg. im Gouvernement Jaroslawl; † 7. Märzjul. / 19. März 1803greg. in St. Petersburg) war eine russische Schauspielerin und Sopranistin.

## Leben
Praskowja Iwanowna war die Tochter des leibeigenen Schmieds Iwan Stepanowitsch Gorbunow, auch Kusnezow und Kovaljow genannt, der in der Aussteuer der Fürstin Warwara Alexejewna Tscherkasski, Tochter des russischen Reichskanzlers Alexei Tscherkasski, bei deren Heirat in den Besitz des Grafen Pjotr Scheremetew überging. Als Siebenjährige kam Praskowja zur Fürstin Martha Michailowna Dolgoruka, die als geborene Scheremetewa auf dem Scheremetew-Landsitz in Kuskowo lebte. Früh fiel Praskowjas musikalische Begabung auf, so dass sie für das Kuskowoer Leibeigenen-Theater Graf Pjotr Scheremetews ausgebildet wurde. Ihr Debüt gab sie 1779 in der Rolle der Dienerin in André Grétrys Oper L'Amitié à l'épreuve. Im folgenden Jahr spielte sie die Rolle der Belinda in Antonio Sacchinis Oper La Colonie bereits unter ihrem Künstlernamen Schemtschugowa (Die Perle).
Praskowja hatte eine lyrisch-dramatische Sopranstimme, spielte Cembalo und Harfe und beherrschte Französisch und Italienisch. Sie studierte bei Jelisaweta Sandunowa und Iwan Dmitrewski, die die leibeigenen Schauspieler des Scheremetew-Theaters in Gesang und dramatischer Kunst ausbildeten. Einen großen Erfolg erreichte sie 1781 mit ihrer Rolle als Lisa in der komischen Oper Le déserteur von Pierre-Alexandre Monsigny. 1785 triumphierte sie als Éliane in Grétrys Oper Les mariages samnites. Die Éliane spielte sie wieder 1787, als das neu erbaute Theater in Kuskowo im Beisein der Kaiserin Katharina II. eröffnet wurde. Die Kaiserin war so beeindruckt, dass sie Praskowja mit einem Diamantring auszeichnete. In dem 1792 von Graf Nikolai Scheremetew, dem Sohn Pjotr Scheremetews, an dem Scheremetew-Landsitz Ostankino nordöstlich von Moskau neu erbauten Leibeigenen-Theater spielte Praskowja 1797 die Éliane im Beisein des abgedankten polnischen Königs Stanislaus II. August Poniatowski.
1797 berief Kaiser Paul I. Nikolai Scheremetew als Oberkammerherrn nach St. Petersburg. Nikolai Scheremetew ließ sich im St. Petersburger Scheremetew-Palais an der Fontanka. nieder, wohin er die Besten seiner Theatertruppe und auch Praskowja mitnahm. Das raue St. Petersburger Klima bekam ihr nicht, so dass sie die Schwindsucht bekam, die Stimme verlor und nicht mehr auftreten konnte. 1798 gab Nikolai Scheremetew ihr und der gesamten Familie Kowaljow den Freibrief. 1800 nahm Nikolai Scheremetew seinen Abschied und ließ sich mit Praskowja in Moskau in einem Anwesen an der Wosdwischenka-Straße nieder, das er von seinem Schwager Graf A. K. Rasumowski erworben hatte. 1801 heiratete Nikolai Scheremetew heimlich Praskowja in der Moskauer Simeon Stolnik-Kirche. Unklar ist, ob er dafür die erforderliche Erlaubnis Kaiser Alexanders I. für diese ungleiche Ehe erhielt oder den Segen des Metropoliten Platon. Die erforderlichen Trauzeugen waren der Architekt Giacomo Quarenghi (oder der Historiker Alexei Malinowski) und Praskowjas Freundin Tatjana Schlykowa-Granatowa. Nikolai Scheremetew verteidigte seine Heirat mit der Legende von Praskowjas Abkunft von polnischen Schlachzizen Kowaljowski.
Im Februar 1803 gebar Praskowja ihren Sohn Dmitri und starb drei Wochen später. Sie wurde im Familienbegräbnis der Scheremetews im St. Petersburger Alexander-Newski-Kloster beigesetzt. Auf ihrem letzten Weg begleitete sie auch Giacomo Quarenghi.
Nach dem Tode seiner Frau ließ Nikolai Scheremetew entsprechend ihrem Wunsch ein monumentales kostenfreies Armen- und Krankenhaus im Stile eines Belvedere in Moskau auf eigenem Grund erbauen, das 1810 nach dem Tode Scheremetews eröffnet wurde (jetzt Moskauer Sklifossowski-Institut für Medizinische Erste Hilfe). Im Osten Moskaus in Weschnjaki gibt es die Schemtschugowa-Allee. 1994 wurde der Fernsehfilm Gräfin Scheremetewa aufgenommen.